# Andreaea striata
Andreaea striata là một loài rêu trong họ Andreaeaceae. Loài này được Mitt. mô tả khoa học đầu tiên năm 1869.